# Anii 20
Anii 20 au fost un deceniu care a început la 1 ianuarie 20 și s-a încheiat la 31 decembrie 29.

## Personalități marcante
- Tiberius, împărat roman (14 - 37).